# Paul Four
Paul Four (n. 13 februarie 1956, Noul Wales de Sud, Australia) este un sportiv ce a reprezentat Franța, medaliat olimpic. A participat la 2 ediții ale Jocurilor Olimpice (1980, 1984) în care a câștigat o medalie de bronz.